# Johannes Petrus Smeele
Johannes Petrus Smeele ('s-Gravenhage, 23 april 1832 - 's-Gravenhage, 5 januari 1888) was een Nederlands jurist en politicus.
Smeele was een Katholieke jurist die carrière maakte bij de rechterlijke macht op Curaçao en was tussen 1872 en 1878 aangesteld als hofpresident. Na terugkeer in Nederland was hij korte tijd Tweede Kamerlid was voor het district Leiden. Hij sprak in de Kamer alleen bij de begroting voor West-Indië. In 1887 werd hij verslagen door zijn antirevolutionaire tegenkandidaten.
- Biografisch Portaal: 04896400
- Parlement.com: vg09ll8wrcz1